# 伏連籌
伏連籌（ふくれんちゅう、生没年不詳）は、吐谷渾の首長。

## 生涯
伏連籌は南朝系史料では休留代の子であり、北朝系史料と『資治通鑑』では度易侯の子である。
南朝系史料によると、490年に度易侯が死去すると、河南王世子であった休留代が河南王位を嗣いだ。南朝斉により使持節・都督西秦河沙三州諸軍事・鎮西将軍・護羌校尉・西秦河二州刺史に任じられた。南朝斉の振武将軍の丘冠先が使者として派遣されると、休留代は丘冠先に先に拝礼するよう要求した。丘冠先が受け入れなかったため、休留代は丘冠先を捕らえると、絶巌の上から深谷に突き落として殺した。502年、休留代は南朝梁により征西将軍の号に進められた。504年、休留代が死去すると、河南王世子の伏連籌が南朝梁により鎮西将軍・西秦河二州刺史に任じられ、河南王に封じられた。514年、伏連籌は南朝梁に遣使して金装瑪瑙鐘2口を献上し、益州に九層の仏寺を建てる許可を求めて武帝に許された。516年、伏連籌はまた南朝梁に遣使して赤舞龍駒と方物を献上した。520年、伏連籌はまた南朝梁に方物を献上した。伏連籌が死去すると、子の呵羅真が河南王位を嗣いだ。529年、河南王呵羅真は南朝梁により寧西将軍・西秦河沙三州刺史とされた。
北朝系史料によると、度易侯の死後、伏連籌が後を嗣いだ。北魏の孝文帝が入朝を求めたが、伏連籌は病と称して応じず、洮陽と泥和の2城を修築して兵を駐屯させた。北魏の偏師の攻撃を受けて、2城は降伏して2000人が捕らえられた。伏連籌は世子の賀魯頭を洛陽に派遣して朝見させた。493年、伏連籌は北魏により使持節・都督西垂諸軍事・征西将軍・護西戎中郎将に任じられ、西海郡開国公・吐谷渾王に封じられた。伏連籌は北魏に朝貢し、周辺の諸民族を併呑して、富強をほこった。北魏をまねて官司を立て、周辺諸国に対して称制したため、宣武帝の譴責を受けた。524年、北魏で莫折念生の乱が起こり、涼州の于菩提が乱に呼応して刺史の宋穎を捕らえると、伏連籌は兵を派遣して涼州を攻撃させた。于菩提が城を棄てて逃走すると、追ってこれを斬り、宋穎を解放した。伏連籌が死去すると、子の夸呂が後を嗣いだ。『資治通鑑』では、これは540年のこととされている。

## 参考資料
- 『南斉書』河南伝
- 『梁書』諸夷伝
- 『魏書』吐谷渾伝
- 『北史』四夷伝下
- 『南史』夷貊伝下
- 『資治通鑑』巻137、巻150、巻158